# ویکلیف (اوهایو)
ویکلیف(به انگلیسی: Wickliffe) شهری در ایالت اوهایو کشور ایالات متحده آمریکا است که جمعیت آن در سرشماری سال ۲۰۱۰ میلادی، ۱۲٬۷۵۰ نفر بوده‌است.